# Il mago pancione Etccì/Capitan Jet
Il mago pancione Etccì/Capitan Jet è un singolo di Andrea e Sabrina e Sara Kappa, pubblicato nel 1983 dalla RCA.Il testo è di Ugo Caldari.

## Lato A
Il mago pancione Etccì è un brano musicale scritto da Lucio Macchiarella, su musica di Flavio Carraresi, su arrangiamento di Mario Scotti (che è anche la voce del mago nel brano), inciso da Andrea e Sabrina Scotti, come sigla dell'anime Il mago pancione Etcì..

## Lato B
Capitan Jet è un brano musicale scritto da Ugo Caldari su musica originale di Koshibe Nobuyoshi, incisa da Sara Kappa come sigla dell'anime omonimo.

## Tracce
Lato A
1. Il mago pancione Etccì – 3:12 (Lucio Macchiarella-Flavio Carraresi)

Durata totale: 3:12
Lato B
1. Capitan Jet – 2:58 (Ugo Caldari- A. Itō - N. Koshibe)

Durata totale: 2:58